# Eudonia aplysia
Eudonia aplysia là một loài bướm đêm trong họ Crambidae.